# Les Terres de Bélénos

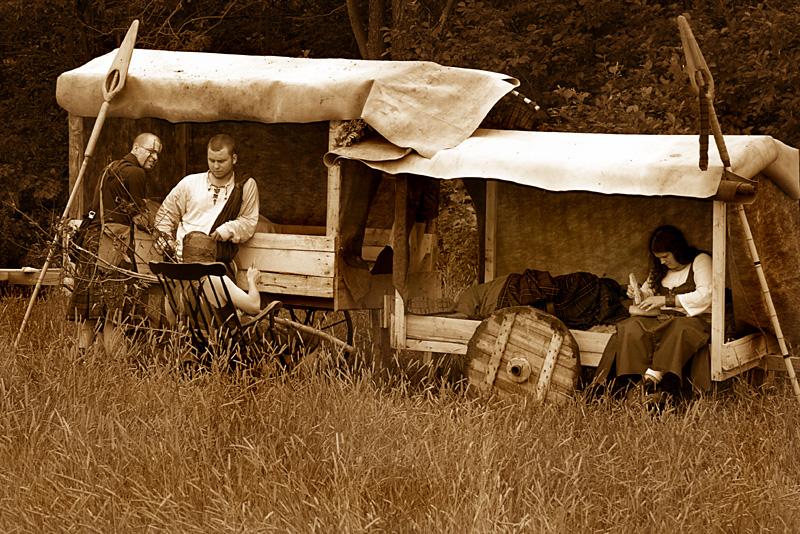
Les Terres de Bélénos

Les Terres de Bélénos est un jeu de rôle grandeur nature médiéval fantastique qui se déroule plusieurs fois par année à Sainte-Clotilde-de-Horton dans le Centre-du-Québec, en salle ou en extérieur sur une terre de 64 hectares.
L'activité qui regroupe entre 500 et 700 participants se déroule en extérieur tous les mois entre mai et septembre, et en salle de janvier à avril. L'aventure débuta en 1998 avec Tomy Goulet et David Boivin, ne rassemblant qu'une trentaine de personnes. Au fil des ans, de nombreux organisateurs se sont ajoutés alors que d'autres ont quitté ce monde imaginaire. Tomy Goulet a assuré la continuité du projet et le jeu grandeur nature a connu une expansion d'une année à l'autre.
L'univers de jeu des Terres de Bélénos se nomme "Illimune" et possède son propre Wiki décrivant son histoire, ses nations et ses races fantastiques.

## Description
Le grandeur nature (GN) Les Terres de Bélénos est conçu d'abord pour les joueurs de 16 ans et plus, avec un encadrement obligatoire et des règles allégées pour les joueurs plus jeunes. Il est axé sur l'interprétation et l'évolution des personnages. Ce GN est reconnu pour son réalisme, la complexité et le détail de son univers. Il adopte une approche inclusive, visant à sortir les jeunes de l'isolement et les amener à socialiser.

### Le décor

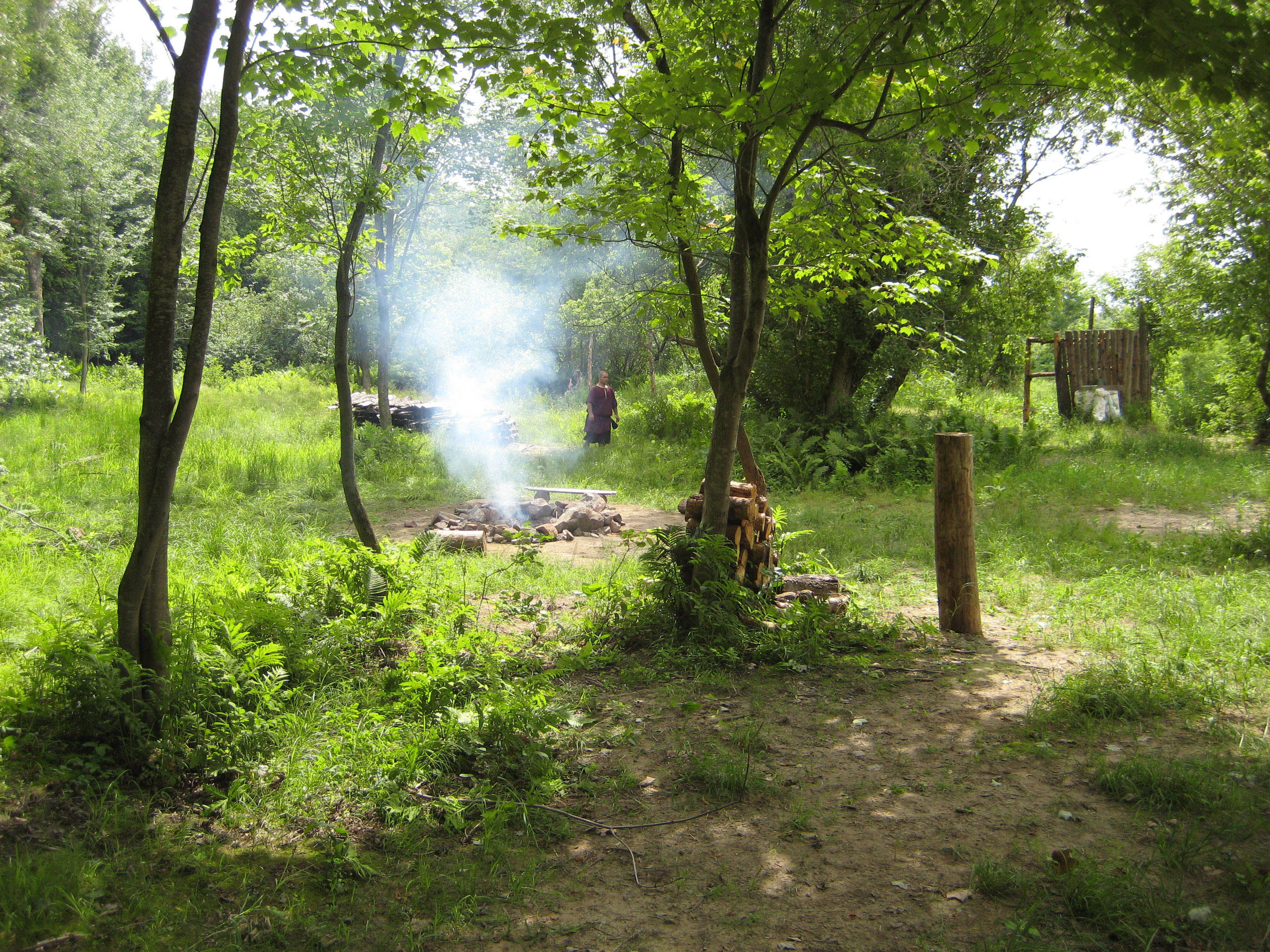
Une photo du paysage bélénois

Les évènements se déroulent entièrement à Sainte-Clotilde-de-Horton. Les activités extérieures se déroule sur le terrain Les Terres de Bélénos d'une superficie d'environ 64 hectares. Son immense décor comprend plus de 50 constructions, réparti en 16 campements (forts, auberges, etc.) et un grand village, eux-mêmes divisés en 3 secteurs distincts. Dans le but de minimiser l'impact écologique des GN ayant lieu sur cette terre, bordée de 2 km de bande riveraine, les propriétaires entreprennent en 2010 un plan de conservation [informations supplémentaires requises].
Depuis 2023, il est prévu que toutes les activités en salle se déroulent à l'ancienne église de Sainte-Clotilde-de-Horton, acquise en 2021 par La Coop du Cœur et restaurée pour accueillir diverses activités mobilisatrices pour la communauté.

### Événements
À chaque année, une grande variété d'évènements sont organisés dans le monde de jeu des Terres de Bélénos.

#### Les grandeurs natures
Activités principales des Terres de Bélénos, leur nombre est passé de quatre à cinq en 2011. Elles débutent à la fin mai de chaque année et sont espacées d'exactement quatre semaines, de manière à en avoir une par mois jusqu'en septembre. Ces activités se déroulent du vendredi soir minuit, jusqu'à dimanche midi. Des centaines de joueurs y participent durant tout le week-end, évoluant sur le terrain selon leur personnages, leur factions, et leurs envies. L'organisation préfère laisser au joueur la ligne directrice de l'activité, ne donnant que quelques directives et un léger scénario.

#### Les Chroniques
Offertes en tant qu'activités hivernales entre janvier et avril, les Chroniques sont des activités en salle qui visent à rassembler les joueurs pour conter tant les histoires qui font suite à la saison de jeu qui vient de se terminer que celles qui mettent la table pour la saison à venir. Successeurs des anciens "banquets", leur formule incluent souvent des paniers de pain, fromage, fruits et charcuteries mis à la disposition de tous, ainsi que la possibilité de commander un repas complet pour ceux qui pensent avoir faim pendant la soirée.
Ce type d'activité dure généralement une soirée entière, débutant dans les environs de l'heure du souper pour se terminer vers 23h ou minuit. Des variantes ressemblant davantage aux anciens "Mini-GN" ou aux tractations peuvent cependant avoir lieu.

#### Les Actes de guerre
Remplacement officiel des "Con-tracts" organisés jusqu'en 2019, les Actes de guerre sont des activités journalières qui mettent davantage l'accent sur le combat entre joueurs que sur l'interprétation des personnages et l'histoire contée. Un contexte relativement simple est mis en place et les joueurs peuvent être intéressés à régler certains conflits de l'histoire lors de ces activités, mais la plupart cherchent davantage le défoulement et le sport associé au combat à l'aide d'armes en mousse.

#### Le Gladiamort
Durant l'été, un grand tournois de gladiateur, surnommé le Gladiamort est organisé durant une journée. De nombreux joueurs, ainsi que des gens de l'extérieur, participent à des combats, des épreuves et différents défis, pour finalement clôturer durant la soirée sur les éliminatoires, afin d'élire le grand champion.
Il s'agit également d'une journée familiale et de découverte pour les futurs joueurs ou encore leurs parents, qui propose des tours guidés du terrain et de ses campements, ainsi que des activités plus adaptés aux jeunes. Une foire marchande y est également organisée, où chacun peut se procurer du matériel de jeu et autres accessoires.
À noter que La Gladiamort est aussi le nom d'une bière, produite par la micro-brasserie Multi-brasses qui est inspiré de l'évènement.

#### Carnaval bélénois
Le Carnaval bélénois est une journée familiale organisée en hiver où jeux et retrouvailles sont à l'honneur.
Cette activité a vu le jour en 2022 dans le contexte de la pandémie de COVID-19. Le besoin de plusieurs joueurs et membres de la communauté ayant un besoin de socialiser dans un contexte où les réunions à l'intérieur étaient découragées ou proscrites, il fut alors décidé d'organiser une activité spéciale en extérieur, suivant toutes les règles de Santé Canada et permettant aux gens de discuter tout en s'amusant. L'activité fut si bien accueillie qu'il fut décider de la répéter dans les années à venir.

### Anciennes activités

#### Le Gala
Jusqu'en 2017, durant l'hiver, un gala était organisé pour souligner les joueurs et groupes s'étant distingués pendant la saison de jeu. Lors de cet évènement, des prix étaient remis à des joueurs pour leur participation, à la suite d'un vote populaire. C'était également une occasion d'offrir une rétrospective sur l'année précédente, et de remercier les joueurs et les bénévoles.
En 2017, le nombre de joueurs ayant bien augmenté, l'engouement pour ce genre d'activité se voit remplacé par une critique grandissante selon laquelle le vote populaire récompense toujours les mêmes joueurs. La Gala est donc délaissé pour être remplacé par des initiatives qui mettent davantage en valeur l'entièreté de la communauté, comme les "Coups de cœur" et le "Party des bénévoles".

#### Les Mini-GN
Jusqu'en 2018, des "Mini-GN" étaient parfois organisés pour prendre le relais et conter l'histoire du monde de jeu. Ceux-ci étaient en fait de petits scénarios préparés d'avances et dont la narration était davantage orientée par rapport aux activités principales de l'époque. Le monde de jeu était alors déplacé dans un autre royaume, une autre province, voire une version alternative d'une histoire passée. Le terrain restait donc le même, mais le contexte changeait. Les joueurs ne pouvaient pas y incarner leur personnage principal, mais avaient accès à des personnages de rechange ou préparés d'avances. Les règles étaient souvent bien plus simples que celles des activités principales.
Ce genre d'activité pourrait toujours revenir à la programmation des Terres de Bélénos, mais ont pour le moment été abandonnées au profit des autres types d'activités et des locations par d'autres GN, qui meublent actuellement l'entièreté du calendrier disponible.

#### Les Banquets
Avant 2021, les activités hivernales incluaient surtout de grands banquets médiévaux tenus dans des salles privées. Durant les banquets, les gens pouvaient jouer leur personnage, mais ne pouvaient se battre que dans une arène prévu à cet effet. Les compétences et les pouvoirs de jeu étaient également interdits. Il s'agissait d'un moment pour fêter, boire, s'amuser, sceller des alliances et des ententes commerciales avec différents groupes. Les banquets avaient un aspect beaucoup plus diplomatique et politique de par ces règles.
En 2021, les banquets sont remplacés par les "Chroniques", qui reprennent plusieurs aspects de leurs prédécesseurs, mais déplacent le focus vers l'histoire contée et le jeu politique plutôt que vers le souper offert. Ce changement est déclenché par l'augmentation des prix de la restauration et la critique qui s'ensuit sur la qualité des repas offerts. Les Terres de Bélénos ne souhaitant pas faire payer cette augmentation à ses joueurs, le repas devient donc facultatif et secondaire à une nouvelle offre de scénarisation.

### Les Para-Bélé
Ces activités sont organisés, avec l'accord des Terres de Bélénos, par des groupes de joueurs qui souhaitent proposer d'autres activités dans le même monde de jeu.

#### Bélé-junior
Cette activité cible les plus jeunes (15 ans et moins) et se passe dans une version alternative du monde de jeu des Terres de Bélénos.

#### Terreur nocturne
Fier successeur d'Isotopes Blues, ce GN post-apocalyptique se situe dans un futur dystopique de l'univers de jeu, où zombies et autres dangers menacent la survie des joueurs.

#### Isotopes Blues
Grandeur nature post-apocalyptique organisé par les Terres de Bélénos entre 2015 et 2019, cette activité fut abandonnée par ses organisateurs par manque de temps à y consacrer.

### GN locataires
Plusieurs autres activités de grandeur nature louent le terrain des Terres de Bélénos, ou un secteur particulier de celui-ci :
- Brumelance
- Pendragon
- Alfheim
- La Vallée des vestiges

### Les règles du jeu
Sans cesse perfectionnées, ces règles de jeu sont particulièrement reconnues pour leur système de magie, les possibilités d'évolution des personnages et aussi, leur efficacité pour des évènements à plus de 500 participants. Ces règles et systèmes sont conçus spécifiquement pour qu'un très grand nombre de joueurs puissent meubler 36 heures de jeu avec un minimum d'interventions effectuées par des personnages non joueurs.

### Le monde de jeu

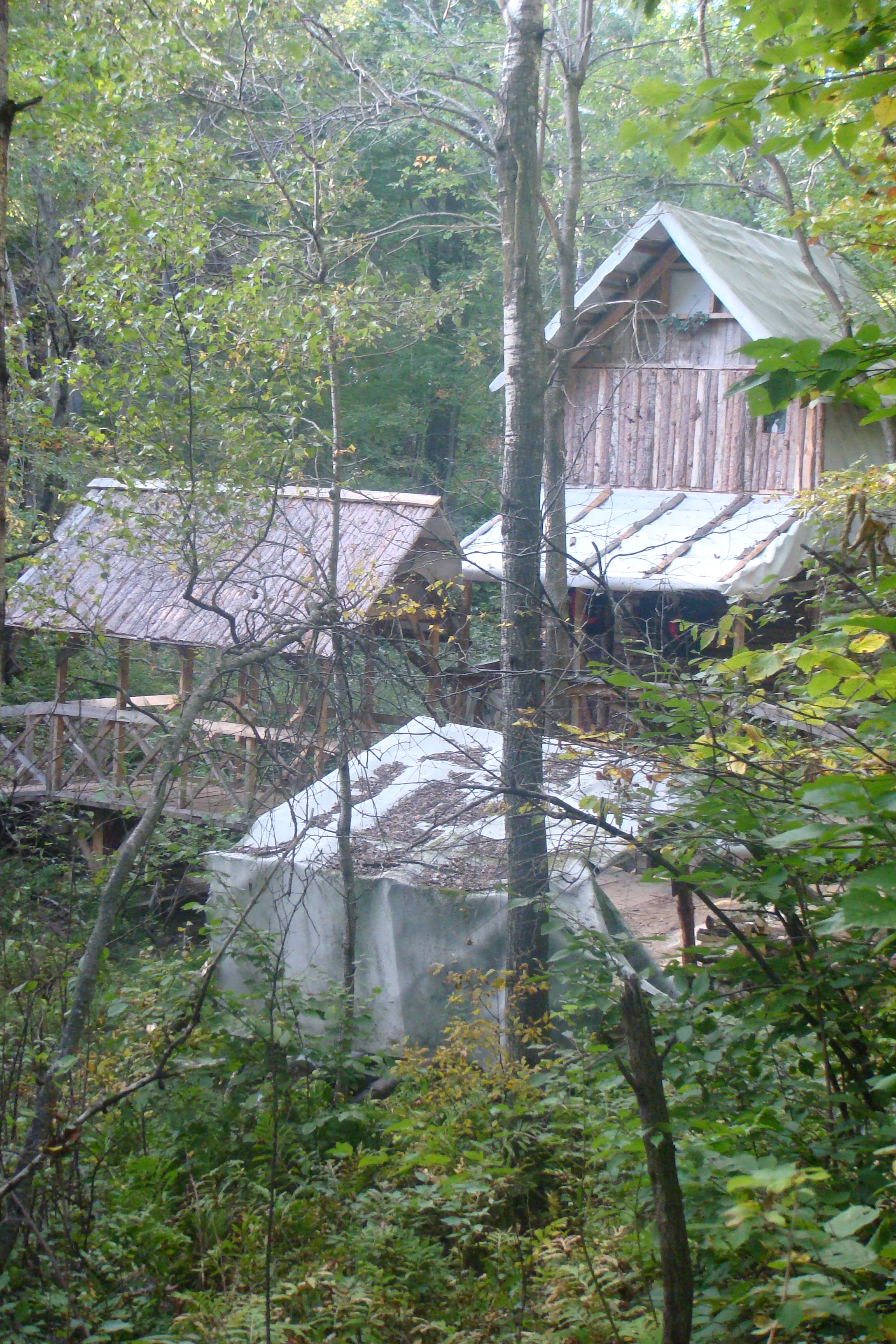
Une photo d'une construction bélénoise

Le monde de jeu de ce grandeur nature a connu un tel développement qu'une encyclopédie web, basée sur le logiciel MediaWiki, lui est entièrement consacrée. L'encyclopédie a pour but de diffuser l'information aux participants. Cette encyclopédie décrit notamment le commerce, la géopolitique, les guerres, les races, les divinités, les villes, les nations, les groupes et personnages importants, ainsi que la ligne du temps.

## Documentaire
Les activités des Terres de Bélénos ont fait l'objet d'un documentaire de 26 minutes, intitulé Les rôlistes, qui a été diffusé sur TV5 Québec Canada à l'automne 2009.